# Джим Копчето и Лукас Машиниста
„Джим Копчето и Лукас Машиниста“ е детски роман на писателя Михаел Енде.
Публикуван е през 1960 г. и се превръща в един от най-успешните немски детски романи в следвоенната епоха, след като първоначално е бил отхвърлен от дузина издатели. През 1961 г. печели Германската награда за детска литература и е преведен на над 30 езика по света.